# Italdesign Giugiaro

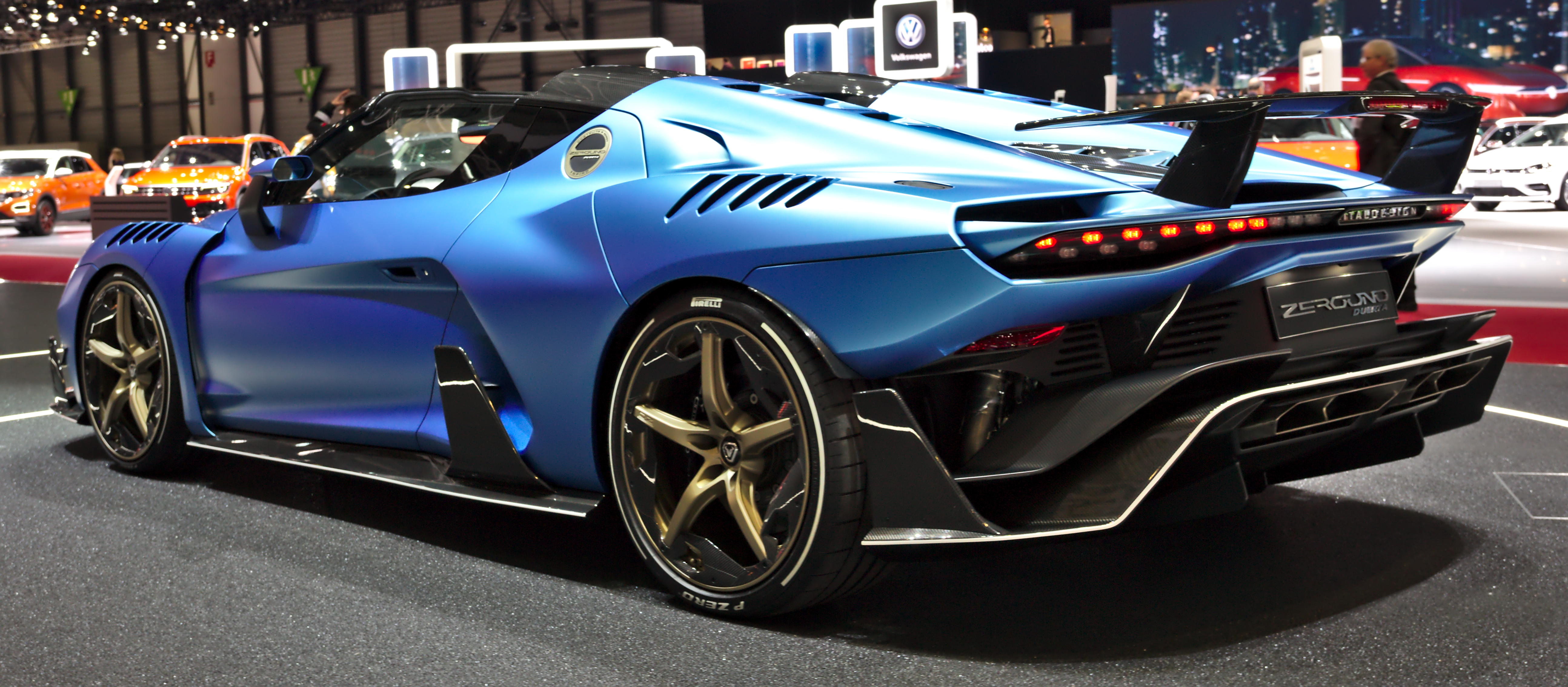
Italdesign Zerouno Duerta auf dem Genfer Auto-Salon 2018

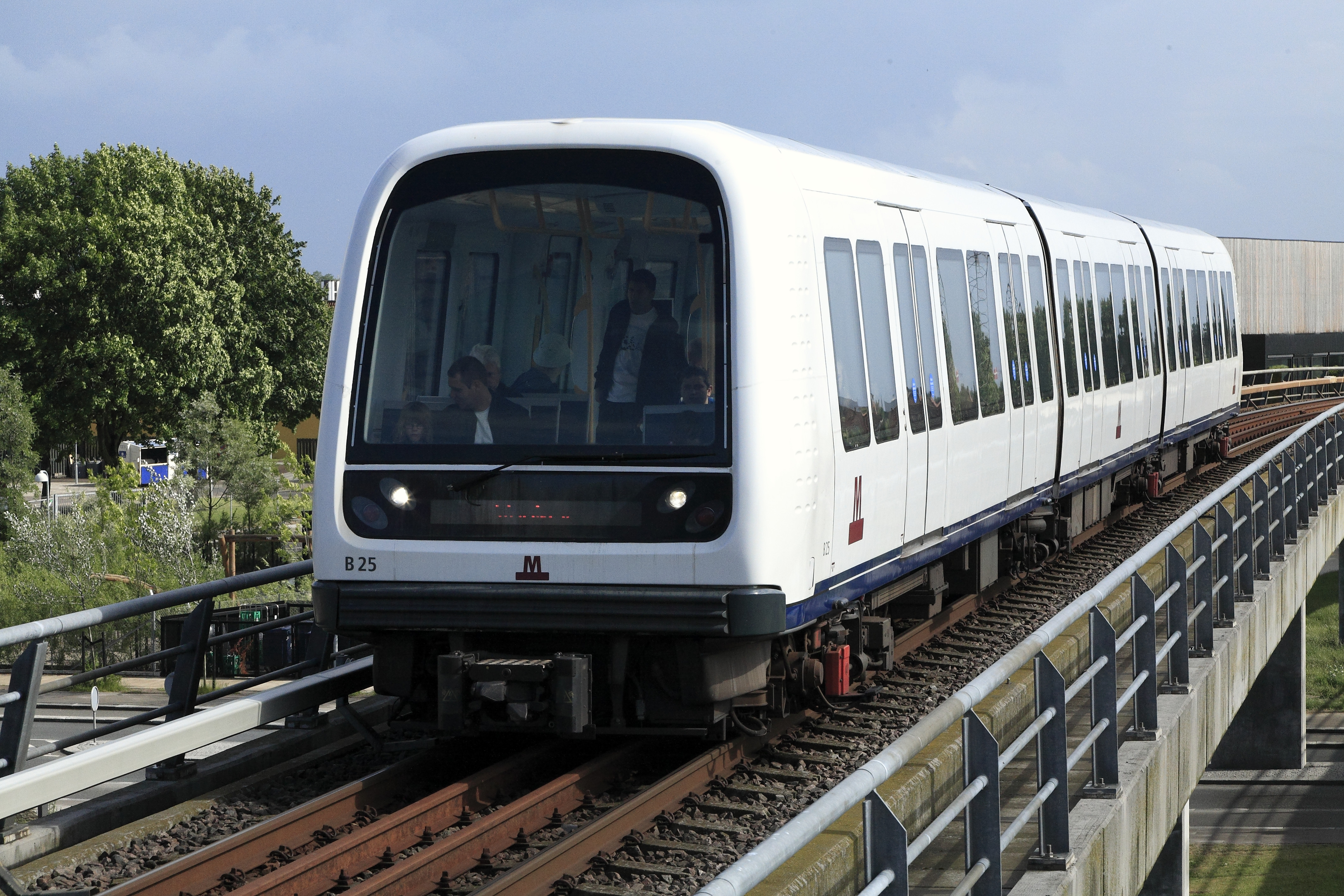
Triebwagen der Kopenhagener Metro, gestaltet von Italdesign

Die Italdesign Giugiaro S.p.A. (häufig nur Italdesign genannt) ist ein Designstudio für verschiedene Automobilmarken, das zur Audi AG gehört. Das Unternehmen entwirft die Karosserien, entwickelt die inneren Fahrzeugarchitekturen und setzt sie bis zur Produktionsplanung um, aber baut sie nicht selbst.

## Geschichte
Gründer des Unternehmens waren der Industriedesigner Giorgetto Giugiaro und der Ingenieur Aldo Mantovani. Giugiaro war ab 1959 Designchef des Turiner Karosseriebauunternehmens Bertone gewesen und hatte ab 1965 die gleiche Position bei Ghia eingenommen. Anfang 1967 hatte sich Giugiaro mit dem Designstudio Ital Styling selbständig gemacht, war aber faktisch weiter eng mit Ghia verbunden, weil er die meisten Designaufträge als Subunternehmer für Ghia erledigte. Seit der zweiten Jahreshälfte 1967 war Giugiaro bemüht, künftig nicht nur Dienstleistungen im Bereich des Designs anzubieten, sondern auch weitergehende Konstruktionsarbeiten. Anlass hierfür war die sich abzeichnende Beteiligung Giugiaros an der Entwicklung des Kompaktwagens Alfasud. Um das notwendige technische Know-how sicherzustellen, verband sich Giugiaro mit Aldo Mantovani, der 20 Jahre lang Produktionsleiter bei Fiat gewesen war. Gemeinsam gründeten sie im Februar 1968 das Unternehmen SIRP (Stidi Italiani Realizzazione Prototipi S.p.A.), das noch im gleichen Jahr in Ital Design umfirmierte und auf dem Turiner Autosalon 1968 mit dem Bizzarrini Manta sein erstes Show Car ausstellte.
Italdesign wurde in den 1970er-Jahren zu einem weltweit führenden Designstudio. Es wurde zuletzt in der zweiten Familiengeneration von Giorgetto Giugiaros Sohn Fabrizio geleitet.
Am 25. Mai 2010 übernahm die Volkswagen AG über die Audi-Tochter Lamborghini insgesamt 90,1 % der Anteile an Italdesign, die restlichen Anteile blieben im Besitz der Familie Giugiaro. Im Juni 2015 übernahm Audi auch die restlichen Anteile.
2015 gründeten Giorgetto und Fabrizio Giugiaro in Turin das Designstudio GFG Progetti, das vor allem im Auftrag chinesischer Unternehmen Designkonzepte für Elektrofahrzeuge entwickelt.

## Automobildesign
Zu den Serienfahrzeugen, die von Giugiaro entworfen wurden, gehören unter anderem:
- Audi 80 B2
- BMW M1 (1978)
- DeLorean DMC-12 (1981)
- Fiat Panda (1980–2003)
- Fiat Uno (Typ 146) (1983–2014)
- Isuzu Piazza (1980–1990)
- Lancia Delta (1979–1994)
- Lancia Thema
- Lotus Esprit (1976–2014)
- Maserati Boomerang (1971)
- Maserati Bora (1971–1978)
- Maserati Merak
- Maserati Quattroporte III (1976–1990), basierend auf der Studie Maserati Medici
- Saab 9000
- Seat Ibiza

Er entwarf auch die Volkswagen mit dem neuen Design der 70er Jahre:
- Heck und Kühlergrill des VW Passat B1[8] (1973)
- VW Scirocco I (1974)
- VW Golf I (1974)

Der zweisitzige Sportwagen Italdesign Aztec, von dem zwischen 1988 und 1992 lediglich einige wenige Exemplare entstanden, wurde als eines der wenigen Fahrzeuge unter dem Namen Italdesign vermarktet.
Der Rallye-Sportwagen VW Tarek, der 2003 bei der Rallye Paris-Dakar mitfuhr, wurde ebenfalls mit einer Karosserie versehen, die aus dem Hause Italdesign stammt.
Auf dem 87. Genfer Auto-Salon 2017 wurde mit dem Italdesign Zerouno ein auf fünf Exemplare limitierter Sportwagen vorgestellt. Der 4847 mm lange Zerouno erhält den aus dem Lamborghini Huracán bekannten 5,2-Liter-V10-Saugmotor, der den Sportwagen in 3,2 s auf 100 km/h beschleunigt. Maximal erreicht der Zerouno 330 km/h. Die Roadster-Version Duerta präsentierte Italdesign auf dem 88. Genfer Auto-Salon im März 2018. Auch sie ist auf fünf Exemplare limitiert.

## Industriedesign
Italdesign Giugiaro gestaltet Landmaschinen, Schienenfahrzeuge, Kameras und andere Gebrauchsgegenstände, Sitzmöbel, Inneneinrichtungen von Verkehrsmitteln, Sportgeräte und vieles mehr.